# Wayne Black
Wayne Hamilton Black (ur. 14 listopada 1973 w Salisbury) – zimbabwejski tenisista, reprezentant w Pucharze Davisa, zwycięzca turniejów wielkoszlemowych w grze podwójnej i mieszanej, olimpijczyk.
Pochodzi z rodziny o tradycjach tenisowych, nauczył się grać na korcie trawiastym przy domu, podobnie jak rodzeństwo – starszy brat Byron i młodsza siostra Cara.
W 2003 roku poślubił tenisistkę Irinę Sielutinę, z którą ma dwoje urodzonych w Londynie dzieci: Josepha i Brooke.

## Kariera tenisowa
W roku 1994 rozpoczął karierę zawodową, którą kontynuował do 2006 roku.
Największe sukcesy Black odnosił w grze podwójnej, wygrywając łącznie 18 turniejów rangi ATP World Tour, w dalszych 15 dochodząc do finałów. Został mistrzem m.in. wielkoszlemowego US Open w 2001 roku, a także w sezonie 2005 Australian Open. W obu tych turniejach partnerem deblowym Blacka był Kevin Ullyett.
W grze mieszanej dwukrotnie został zwycięzcą rozgrywek wielkoszlemowych. W 2002 roku wywalczył tytuł we French Open, a w 2004 roku w Wimbledonie, grając za każdym razem w parze ze swoją siostrą Carą.
Osiągnął m.in. półfinały w turniejach cyklu ATP World Tour w Moskwie (1997) i Ostrawie (1998) oraz 4 rundę w Australian Open 1999 (przegrał z Toddem Martinem, w 2 rundzie pokonał Andrija Medwediewa).
W latach 1992–2005 reprezentował Zimbabwe w Pucharze Davisa zarówno w grze pojedynczej, jak i podwójnej. Przyczynił się do awansu Zimbabwe do grupy światowej w sezonie 1997, a także historycznego, pierwszego zwycięstwa Zimbabwe w grupie światowej nad Australią rok później, kiedy pokonał w singlu Marka Woodforde’a. W 1999 roku pokonując Chilijczyka Marcelo Ríosa wniósł znaczący wkład w rywalizację z Chile, który zadecydował o pozostaniu Zimbabwe w czołówce światowej rozgrywek. W 2000 roku porażki z USA i Rumunią zepchnęły jednak reprezentację z Afryki z grupy światowej.
Black 3 razy reprezentował kraj na igrzyskach olimpijskich – w Atlancie (1996), Sydney (2000) i Atenach (2004). W singlu najlepszy wynik osiągnął w Atlancie dochodząc do 2 rundy, a w deblu najdalej awansował do ćwierćfinału w Atenach wspólnie z Kevinem Ullyettem.
W rankingu gry pojedynczej Black najwyżej był na 69. miejscu (30 marca 1998), a w klasyfikacji gry podwójnej na 4. pozycji (31 stycznia 2005).

### Finały w turniejach ATP World Tour
| Legenda                                      |
| -------------------------------------------- |
| Wielki Szlem                                 |
| Igrzyska olimpijskie                         |
| Tennis Masters Cup / ATP Finals              |
| ATP Masters Series / ATP Tour Masters 1000   |
| ATP International Series Gold / ATP Tour 500 |
| ATP International Series / ATP Tour 250      |

#### Gra mieszana (2–0)
| Końcowy wynik | Nr | Data           | Turniej            | Nawierzchnia | Partnerka  | Przeciwnicy                  | Wynik finału     |
| ------------- | -- | -------------- | ------------------ | ------------ | ---------- | ---------------------------- | ---------------- |
| Zwycięzca     | 1. | 7 czerwca 2002 | French Open, Paryż | Ceglana      | Cara Black | Jelena Bowina Mark Knowles   | 6:3, 6:3         |
| Zwycięzca     | 2. | 3 lipca 2004   | Wimbledon, Londyn  | Trawiasta    | Cara Black | Alicia Molik Todd Woodbridge | 3:6, 7:6(8), 6:4 |

#### Gra podwójna (18–15)
| Końcowy wynik | Nr  | Data                 | Turniej                     | Nawierzchnia    | Partner          | Przeciwnicy                         | Wynik finału              |
| ------------- | --- | -------------------- | --------------------------- | --------------- | ---------------- | ----------------------------------- | ------------------------- |
| Finalista     | 1.  | 24 maja 1998         | Sankt Pölten                | Ceglana         | David Adams      | Jim Grabb David Macpherson          | 4:6, 4:6                  |
| Zwycięzca     | 1.  | 14 lutego 1999       | Dubaj                       | Twarda          | Sandon Stolle    | David Adams John-Laffnie de Jager   | 4:6, 6:1, 6:4             |
| Zwycięzca     | 2.  | 14 marca 1999        | Indian Wells                | Twarda          | Sandon Stolle    | Ellis Ferreira Rick Leach           | 7:6(4), 6:3               |
| Zwycięzca     | 3.  | 28 marca 1999        | Miami                       | Twarda          | Sandon Stolle    | Boris Becker Jan-Michael Gambill    | 6:1, 6:1                  |
| Finalista     | 2.  | 11 kwietnia 1999     | Ćennaj                      | Twarda          | Neville Godwin   | Mahesh Bhupathi Leander Paes        | 6:4, 5:7, 4:6             |
| Finalista     | 3.  | 18 kwietnia 1999     | Tokio                       | Twarda          | Brian MacPhie    | Jeff Tarango Daniel Vacek           | 3:4 krecz                 |
| Finalista     | 4.  | 29 stycznia 2000     | Australian Open, Melbourne  | Twarda          | Andrew Kratzmann | Ellis Ferreira Rick Leach           | 4:6, 6:3, 3:6, 6:3, 16:18 |
| Zwycięzca     | 4.  | 8 października 2000  | Hongkong                    | Twarda          | Kevin Ullyett    | Dominik Hrbatý David Prinosil       | 6:1, 6:2                  |
| Zwycięzca     | 5.  | 7 stycznia 2001      | Ćennaj                      | Twarda          | Byron Black      | Barry Cowan Mosé Navarra            | 6:4, 6:3                  |
| Zwycięzca     | 6.  | 18 lutego 2001       | Kopenhaga                   | Twarda (hala)   | Kevin Ullyett    | Jiří Novák David Rikl               | 6:3, 6:3                  |
| Zwycięzca     | 7.  | 8 września 2001      | US Open, Nowy Jork          | Twarda          | Kevin Ullyett    | Donald Johnson Jared Palmer         | 7:6(9), 2:6, 6:3          |
| Zwycięzca     | 8.  | 6 stycznia 2002      | Adelaide                    | Twarda          | Kevin Ullyett    | Bob Bryan Mike Bryan                | 7:5, 6:2                  |
| Zwycięzca     | 9.  | 3 marca 2002         | San José                    | Twarda (hala)   | Kevin Ullyett    | John-Laffnie de Jager Robbie Koenig | 6:3, 4:6, 10–5            |
| Finalista     | 5.  | 12 maja 2002         | Rzym                        | Ceglana         | Kevin Ullyett    | Martin Damm Cyril Suk               | 5:7, 5:7                  |
| Zwycięzca     | 10. | 16 czerwca 2002      | Londyn                      | Trawiasta       | Kevin Ullyett    | Mahesh Bhupathi Maks Mirny          | 7:5, 6:3                  |
| Zwycięzca     | 11. | 18 sierpnia 2002     | Waszyngton                  | Twarda          | Kevin Ullyett    | Bob Bryan Mike Bryan                | 3:6, 6:3, 7:5             |
| Zwycięzca     | 12. | 13 października 2002 | Lyon                        | Dywanowa (hala) | Kevin Ullyett    | Mark Knowles Daniel Nestor          | 6:4, 3:6, 7:6(3)          |
| Zwycięzca     | 13. | 27 października 2002 | Sztokholm                   | Twarda (hala)   | Kevin Ullyett    | Wayne Arthurs Paul Hanley           | 6:4, 2:6, 7:6(4)          |
| Finalista     | 6.  | 2 marca 2003         | Dubaj                       | Twarda          | Kevin Ullyett    | Leander Paes David Rikl             | 3:6, 0:6                  |
| Zwycięzca     | 14. | 4 maja 2003          | Monachium                   | Ceglana         | Kevin Ullyett    | Joshua Eagle Jared Palmer           | 6:3, 7:5                  |
| Finalista     | 7.  | 5 października 2003  | Moskwa                      | Dywanowa (hala) | Kevin Ullyett    | Mahesh Bhupathi Maks Mirny          | 3:6, 5:7                  |
| Finalista     | 8.  | 19 października 2003 | Madryt                      | Twarda (hala)   | Kevin Ullyett    | Mahesh Bhupathi Maks Mirny          | 2:6, 6:2, 3:6             |
| Finalista     | 9.  | 21 marca 2004        | Indian Wells                | Twarda          | Kevin Ullyett    | Arnaud Clément Sébastien Grosjean   | 3:6, 6:4, 5:7             |
| Zwycięzca     | 15. | 4 kwietnia 2004      | Miami                       | Twarda          | Kevin Ullyett    | Jonas Björkman Todd Woodbridge      | 6:2, 7:6(12)              |
| Zwycięzca     | 16. | 16 maja 2004         | Hamburg                     | Ceglana         | Kevin Ullyett    | Bob Bryan Mike Bryan                | 6:4, 6:2                  |
| Finalista     | 10. | 25 lipca 2004        | Indianapolis                | Twarda          | Kevin Ullyett    | Jordan Kerr Jim Thomas              | 7:6(7), 6:7(3), 3:6       |
| Finalista     | 11. | 7 listopada 2004     | Paryż                       | Dywanowa (hala) | Kevin Ullyett    | Jonas Björkman Todd Woodbridge      | 3:6, 4:6                  |
| Finalista     | 12. | 14 listopada 2004    | Tennis Masters Cup, Houston | Twarda          | Kevin Ullyett    | Bob Bryan Mike Bryan                | 6:4, 5:7, 4:6, 2:6        |
| Zwycięzca     | 17. | 29 stycznia 2005     | Australian Open, Melbourne  | Twarda          | Kevin Ullyett    | Bob Bryan Mike Bryan                | 6:4, 6:4                  |
| Finalista     | 13. | 3 kwietnia 2005      | Miami                       | Twarda          | Kevin Ullyett    | Jonas Björkman Maks Mirny           | 1:6, 2:6                  |
| Finalista     | 14. | 7 sierpnia 2005      | Waszyngton                  | Twarda          | Kevin Ullyett    | Bob Bryan Mike Bryan                | 4:6, 2:6                  |
| Zwycięzca     | 18. | 14 sierpnia 2005     | Montreal                    | Twarda          | Kevin Ullyett    | Jonatan Erlich Andy Ram             | 6:7(5), 6:3, 6:0          |
| Finalista     | 15. | 21 sierpnia 2005     | Cincinnati                  | Twarda          | Kevin Ullyett    | Jonas Björkman Maks Mirny           | 6:7(3), 2:6               |